# Tiago Dantas Germano
Tiago Dantas Germano, conocido como Tiago Germano (nacido el 24 de julio de 1982), es un escritor y periodista brasileño que ha sido nominado dos veces al Prêmio Jabuti.

## Biografía
Tiago Germano es un escritor y periodista brasileño, nacido en Picuí, Paraíba. Su obra abarca varios géneros literarios, incluyendo cuentos, crónicas y novelas, reflejando temas sociales y familiares con sensibilidad y profundidad. Su identidad como autor se distingue por su habilidad para explorar cuestiones complejas de la condición humana.
Además de su trabajo como escritor, Tiago Germano también es periodista, aportando su perspectiva única y sensible a diversos medios de comunicación. Actualmente es conocido por su columna "Clube do Livro" en Rádio CBN, donde comparte lanzamientos literarios y promueve discusiones sobre la importancia de la lectura.

## Obras literarias
Tiago Germano es autor de una serie de obras que abarcan diferentes géneros literarios, incluyendo novelas, cuentos y crónicas. Su estilo literario distintivo combina sensibilidad, profundidad y una narrativa cautivadora, capturando las sutilezas de la vida cotidiana y las complejidades de las relaciones humanas.
- Demônios Domésticos (2017): Este libro de crónicas marca el debut de Tiago Germano como autor. Reuniendo crónicas publicadas a lo largo de su carrera como periodista, la obra ofrece reflexiones perspicaces sobre varios aspectos de la vida contemporánea, desde cuestiones familiares hasta observaciones sociales.[2][4][13]
- A Mulher Faminta (2018): En esta obra, Tiago Germano presenta una narrativa rica en capas que aborda temas como el amor, la identidad y la búsqueda de sentido. El libro explora el viaje emocional de sus personajes, adentrándose profundamente en la psique humana.[2][12][14]
- Catálogo de Pequenas Espécies (2021): Esta colección de cuentos presenta una variedad de narrativas que capturan momentos fugaces de la vida y exploran las sutilezas de las experiencias humanas.[15][16]
- O que pesa no Norte (2022): En su última novela, Tiago Germano profundiza en los problemas familiares y sociales de la clase media brasileña, particularmente en el Nordeste. La narrativa aborda temas como el patriarcado, el choque cultural y la búsqueda de identidad, ofreciendo una reflexión profunda sobre las relaciones familiares y los valores transmitidos de generación en generación.[2][3][5][10][13]

## Reconocimientos
Tiago Germano, un escritor brasileño, ha recibido nominaciones y premios que destacan su contribución a la literatura tanto nacional como internacional.
Se destacan los siguientes logros:
- Finalista del Prêmio Jabuti: Tiago Germano ha sido nominado dos veces al prestigioso Prêmio Jabuti. En 2018, su libro de crónicas "Demônios Domésticos" fue finalista en la categoría de Crónica, mientras que en 2023, su novela "O que pesa no Norte" llegó a las semifinales en la categoría de Novela Literaria. Estas nominaciones atestiguan la calidad literaria de sus obras y su influencia en la escena editorial brasileña.[3][4]
- Prêmio Minuano de Literatura: Su colección de crónicas "Demônios Domésticos" recibió el Prêmio Minuano de Literatura, destacando su habilidad para retratar magistralmente las sutilezas de la vida cotidiana y sus reflexiones sobre la sociedad contemporánea.[17][18][19][20][21][22]
- Nominación al Prêmio Oceanos: En 2023, Tiago Germano fue semifinalista del Prêmio Oceanos con su novela "O que pesa no Norte". Esta nominación subraya el reconocimiento internacional de su obra y su capacidad para abordar temas universales, extendiendo su alcance más allá de las fronteras de Brasil.[5][23][24][25][26][27][28][29]